# Уктуз
Уктуз — село в Бердюжском районе Тюменской области России. Административный центр Уктузского сельского поселения.

## География
Деревня расположена в юго-восточной части региона, в лесостепной зоне, на берегу двух озёр — Малое Уктузское и Большое Уктузское, на расстоянии примерно 310 км от Тюмени.

## Климат
Климат характеризуется как резко континентальный, с длительной морозной зимой и коротким тёплым летом. Средняя многолетняя температура самого холодного месяца (января) составляет −18,3 °С (абсолютный минимум — −47,1 °С), температура самого тёплого (июля) — 18 °С (абсолютный максимум — 38,9 °С). Безморозный период длится в течение 115—125 дней. Среднегодовое количество осадков — 305—315 мм. Снежный покров держится в среднем 160 дней.

## История
До революции — село Уктузское Ишимского уезда Тобольской губернии.

## Население
| 2010 |
| ---- |
| 757  |

## Известные уроженцы, жители
Молодцов, Константин Иванович (1873—1921) — крестьянин, волостной писарь, депутат III Государственной думы от Тобольской губернии (1907—1912).

## Инфраструктура
Церковь Казанской иконы Божией Матери.
Уктузский сельский дом культуры.
Сельское отделение почтовой связи 627445.
Администрация поселения.

## Транспорт
Село доступно автотранспортом.
Остановка общественного транспорта «Уктуз».